# Albert Tannenbaum
„Allie“ Albert „Tick-Tock“ Tannenbaum (* 17. Januar 1906 in Nanticoke, Pennsylvania; † November 1976 in Florida) war ein US-amerikanischer Gangster, der heute der Kosher Nostra zugerechnet wird. Als Auftragsmörder der Murder, Inc. erledigte er vor allem Aufträge des National Crime Syndicate während der 1930er Jahre.

## Biographie
Tannenbaum wurde im Luzerne County, Pennsylvania, geboren, lebte aber ab seinem 4. Lebensjahr in der Lower East Side von Manhattan in New York City. Mit 17 brach er die Schule ab, um als Laufbursche zu arbeiten. Nach kurzer Tätigkeit als Geschäftsmann stieg er in den Loch Sheldrake Country Club seines Vaters ein. Seinen Spitznamen Tick-Tock bekam er, weil er ohne Pause, wie ein aufgezogenes Uhrwerk, reden konnte.
Mit 25 Jahren traf er im Nachtclub seines Vaters Jacob Shapiro, einen Angehörigen der Murder, Inc., der ihn in die Verbrecherwelt einführte. Er begann als Schuldeneintreiber und professioneller Streikbrecher, der 50 US-Dollar pro Woche verdiente, aber schnell weiter in der Hierarchie aufstieg. Sein Einkommen stieg stufenweise auf 125 US-Dollar an, insbesondere, als er Auftragsmörder der Murder, Inc. wurde.
Sein berüchtigtster Mord war wohl der an Harry Greenberg am 22. November 1939 in Los Angeles. Den Auftrag hatte er von Louis Buchalter erhalten, der sich gerade in der Mangel von Staatsanwalt Thomas E. Dewey befand, weshalb Buchalter potentielle Zeugen zum Schweigen bringen wollte. Tannenbaum verfolgte Greenberg von Montreal über Detroit bis nach Los Angeles, wo er ihn schließlich ermordete. Dabei wurde er von Bugsy Siegel, sozusagen als Repräsentant der Westküste des organisierten Verbrechens, nicht nur beaufsichtigt, sondern wohl auch aktiv unterstützt.
1940 geriet Tannenbaum in die Fänge der Justiz, wurde zum Informanten und Spitzel und sagte im Prozess, in dem der Mord an Dutch Schultz aufgeklärt werden sollte, gegen Buchalter und Charles Workman aus. Auslöser war wohl die Verhaftung seines 'Kollegen' Abe Reles im gleichen Jahr und dessen Aussage gegen Buchalter im Mordfall Joseph Rosen. Aufgrund der Angaben von Reles, der durch seine Kooperationsbereitschaft selbst der Todesstrafe entgehen konnte, wurde Buchalter 1944 hingerichtet. Tannenbaum war der wichtigste Belastungszeuge im Fall der Ermordung von Joseph Rosen. Buchalter unterschätzte die mögliche Belastung durch Tannenbaum, da dieser in den Mord an Rosen nicht direkt verwickelt war und nie direkte Mordaufträge von Buchalter erhalten hatte. Allerdings hatte Tannenbaum den Mord an Irv Ashkenaz, welcher der Polizei über den Einfluss Buchalters auf Taxi-Unternehmen berichtet hatte, genau an dem Tag ausgeführt, als Buchalter sehr aufgebracht über Rosen war. Tannenbaum, der Buchalter berichten wollte, fand einen wütenden Boss vor, der gegenüber Max Rubin aussagte, dass Rosen niemals gegenüber dem Staatsanwalt Dewey würde aussagen können. Auf diese Weise wurde durch die Zeugenaussage von Tannenbaum der Mordauftrag an Rosen durch Buchalter belegt, da Rosen zwei Tage später ermordet wurde.
Im Gegensatz zu Reles war Albert Tannenbaum eigentlich ein untypischer „Kosher Nostra“, den anscheinend mehr das ‚Abenteuer‘ zum Auftragsmörder werden ließ. 1950 sagte Tannenbaum im Prozess gegen Jack Parisi aus. Er hielt sich im Ausland auf, durfte nur einmal pro Jahr amerikanischen Boden betreten und starb 1976 vor der Küste von Florida.